# Heriades spiniscutis
Heriades spiniscutis är en biart som först beskrevs av Cameron 1905.  Heriades spiniscutis ingår i släktet väggbin, och familjen buksamlarbin. Inga underarter finns listade i Catalogue of Life.